# Winkel (Werkzeug)

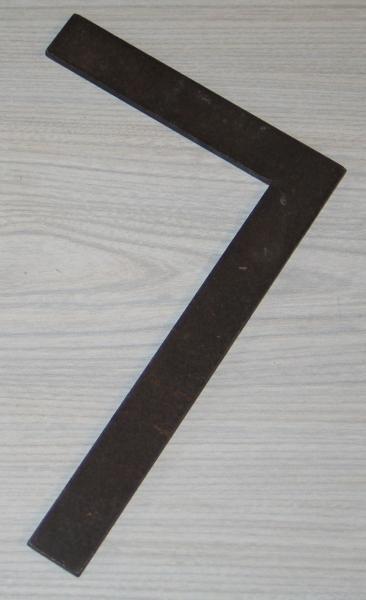
Flachwinkel

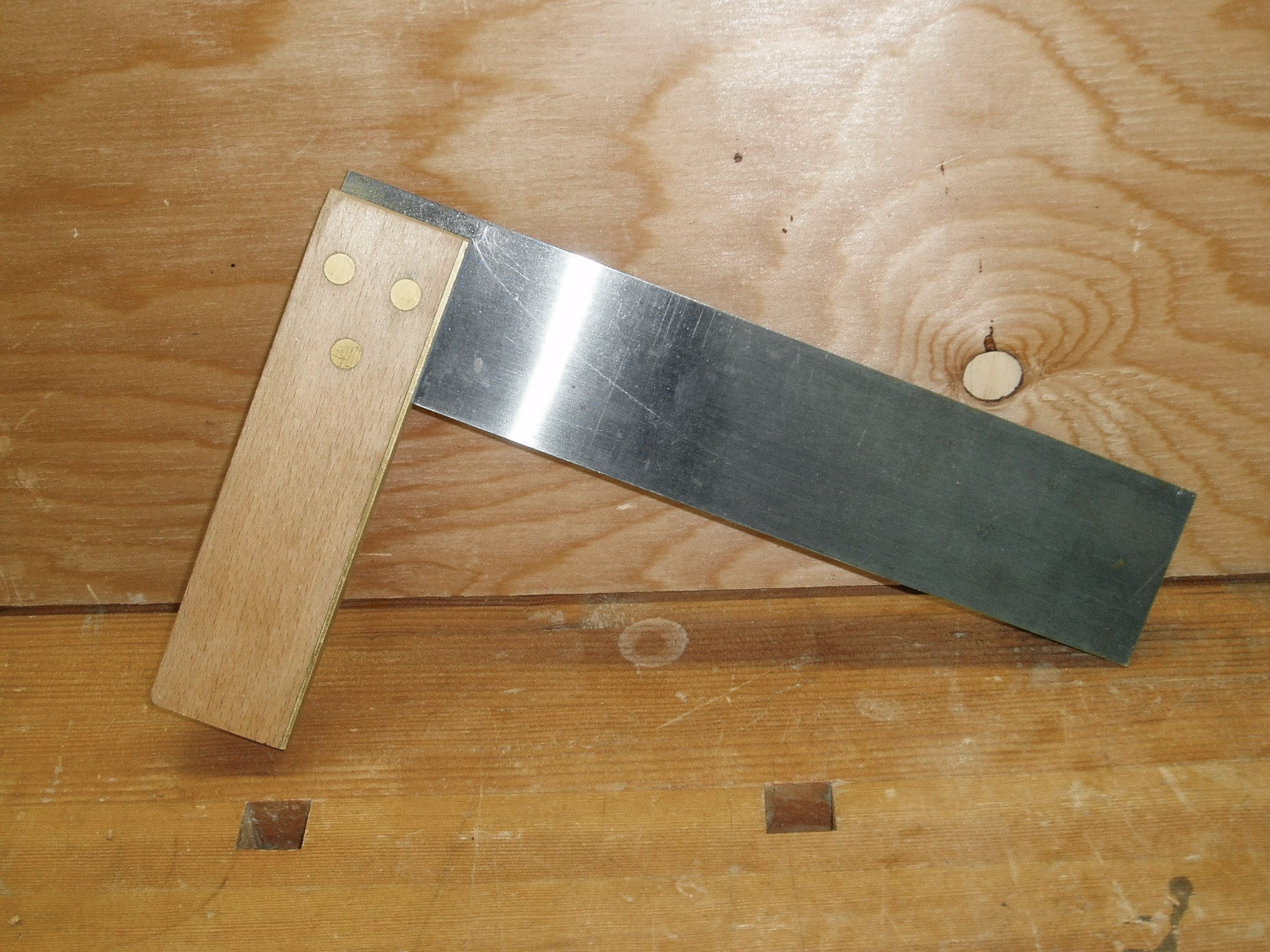
Anschlagwinkel für die Holzbearbeitung

Ein Winkel oder Winkelmaß ist eine Formlehre, die aus zwei rechtwinklig angeordneten Schenkeln besteht. Der Winkel wird bei der Holz-, Stein- und Metallbearbeitung sowie im Bauhandwerk verwendet.

## Bauformen
Je nach Anwendungsbereich existieren verschieden gebaute Winkel:
- Der Flachwinkel besteht aus Flachstahl.
- Beim Anschlagwinkel ist einer der beiden Schenkel als Anschlag gestaltet, mit dem er an geraden Kanten angelegt werden kann. In der Holzbearbeitung verwendete Anschlagwinkel bestehen aus Holz, oft in Kombination mit messingbelegten Kanten, während der zweite Schenkel aus Stahl gefertigt ist.[1] Der in der Metallbearbeitung eingesetzte Anschlagwinkel besteht üblicherweise ganz aus Werkzeugstahl.
- Der Haarwinkel besteht aus speziellem Stahl für Lehren mit einer definierten Messkante auf beiden Seiten des längeren Schenkels. Die Messkante ist im Querschnitt wie eine Schneide spitz zulaufend geschliffen, der kurze Schenkel ist flach geschliffen. Die Messkante lässt im Gegenlicht geringfügige Abweichungen und Unebenheiten sichtbar werden.

## Anwendung
Der Winkel hat zwei Hauptzwecke: Zum einen dient er dazu, Linien im rechten Winkel zu einer Bezugskante oder einer anderen Linie ein- oder anzuzeichnen. Auf Holz geschieht dies mit einem Bleistift, auf Metall mit einer Reißnadel. An der angezeichneten Linie wird das Material gekürzt, gebohrt oder auf eine andere Art bearbeitet. Zum anderen dient der Winkel zur Kontrolle der rechtwinkligen Lage von Kanten, Flächen oder Bezugslinien zueinander (z. B. der Mittellinie einer Lochreihe) nach der Bearbeitung.
Die Handhabung ist je nach Art des Winkels verschieden.
- Beim einfachen Winkel wird die Innenseite eines Schenkels etwas schräg nach unten an der Kante des Materials angelegt.
- Beim Anschlagwinkel für die Holzbearbeitung wird der dickere Schenkel an der Materialkante angelegt.
- Beim Anschlagwinkel für die Metallbearbeitung wird der Anschlag an der Kante des Werkstücks angelegt.

## Prüfung von Winkeln
Ob der Winkel tatsächlich einen exakten rechten Winkel liefert, wird durch „Umschlag“ geprüft: Ein Schenkel des Winkels (meist der kürzere) wird an eine gerade Kante angelegt/angeschlagen, während am längeren Schenkel ein Bleistiftstrich oder ein Riss mit der Reißnadel gezogen wird. Anschließend wird der Winkel „umgeschlagen“, d. h. der kürzere Schenkel des Winkels wird auf die andere Seite angelegt/angeschlagen. Der Bleistiftstrich bzw. Riss muss parallel zum längeren Schenkel verlaufen, wenn der Winkel „richtig“ oder „recht“ ist.
Die Norm DIN 875 legt in Deutschland die wichtigsten konstruktions- und messtechnischen Merkmale sowie deren Prüfung fest. Nach dieser Norm werden Flach-, Anschlag- und Haarwinkel in die Toleranzklassen  00, 0, 1 und 2 eingeteilt. Die Toleranzklasse wird zumeist als Genauigkeitsgüte oder Genauigkeitsgrad angegeben (abgekürzt mit GG 00, GG 0, GG 1 und GG 2). Den Winkel aus Stahl gibt es in den Toleranzklassen nach DIN 875 oder als (nicht zertifizierten) Werkstattwinkel, wobei 00 die genaueste Toleranz darstellt. In der Regel werden die Winkel mit einem entsprechenden Prüfzertifikat vertrieben.
Für die Holzbearbeitung ist die angestrebte Winkelgenauigkeit in der Regel etwas geringer als für die Metallbearbeitung. In Deutschland sind Tischlerwinkel nicht genormt, sodass die Prüfung der Genauigkeit jedem Benutzer selbst überlassen ist.

## Gehrmaß und Achtkante

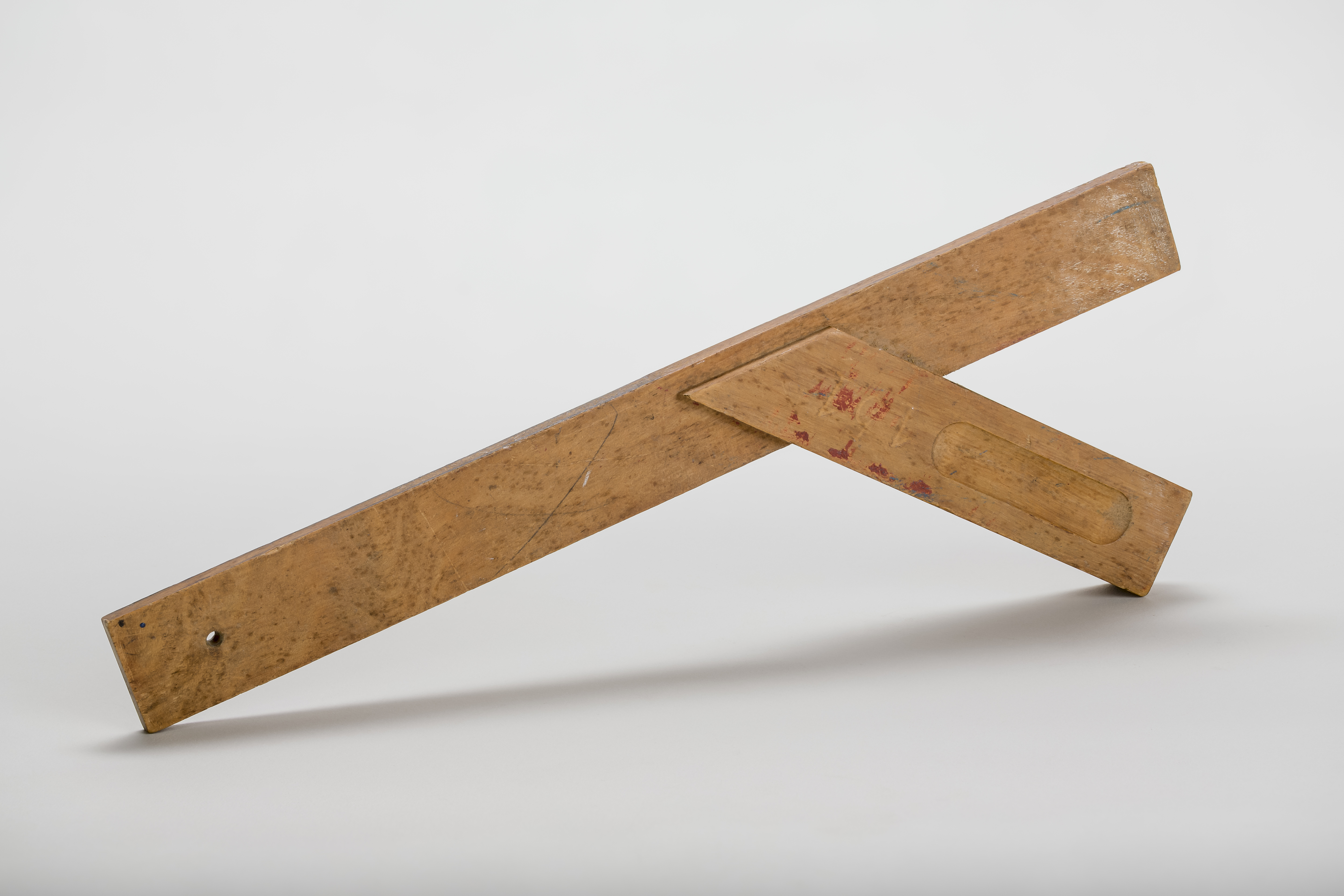
Hölzernes Gehrmaß für 45°-Winkel

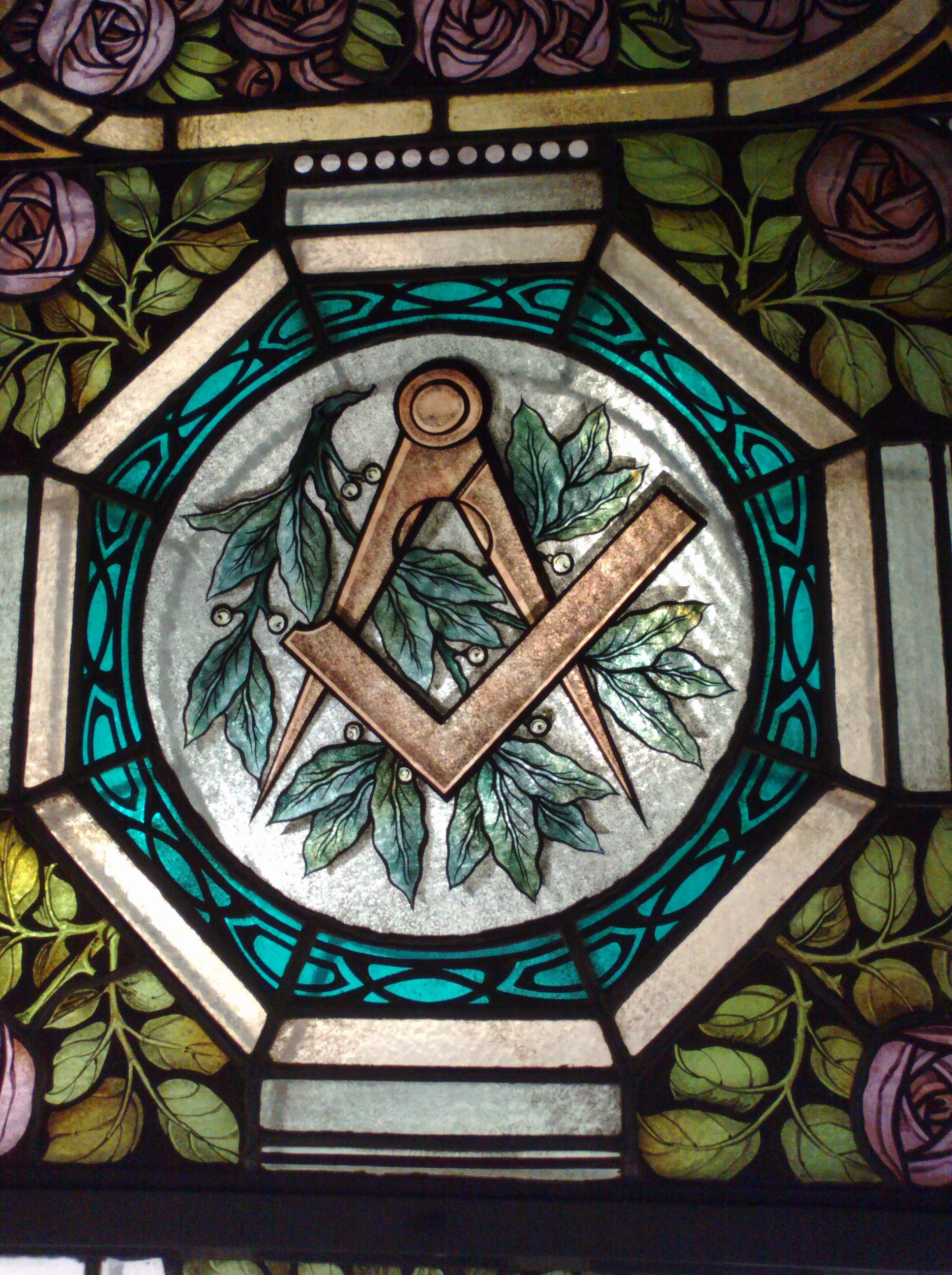
Winkel und Zirkel: Symbol der Freimaurerei

Das Gehrmaß ist ein Anschlagwinkel, bei dem die Schenkel einen Winkel von 45° bilden. Es wird zum Anreißen und Prüfen von Gehrungen benutzt. Manche 90°-Winkel können durch eine 45° stehende kurze Seite des Anschlagschenkels zusätzlich als Gehrmaß genutzt werden. Als Achtkante wurde ein Winkel bezeichnet, dessen Schenkel einen Winkel von 67,5° bildeten und der zur Zurichtung von Holzteilen für ein Achteck Verwendung fand.

## Der Winkel als Symbol
Das Winkelmaß ist seit dem ausgehenden Mittelalter eines der ikonographischen Attribute des Apostels Thomas, des Schutzpatrons der Bauleute.
Eine symbolische Darstellung des Winkels findet sich im Symbol der Freimaurerei, das aus den beiden Werkzeugen Winkel und Zirkel besteht. Der Winkel wird dabei verschieden gedeutet, am häufigsten als Sinnbild für Geradlinigkeit und Ehrlichkeit. Frühere symbolische Darstellungen des Winkels umfassen den Thron des ägyptischen Gottes Osiris, verschiedene allegorische Darstellungen der Geometria im Mittelalter (als Bestandteil der Sieben Freien Künste) sowie mehrfach in der alchemistischen Symbolik der frühen Neuzeit.